# 四個女生
四个女生是马来西亚著名女子音乐组合，于2000年底組團，2001年與威揚娛樂簽約，該組合由四位來自馬來西亞女歌手組成。自2000年在馬來西亞發行的首張賀歲专辑《開心迎接豐收年》得到好评。至今，四位成員不但在音樂歷程上有所表现，也多方面发展，跨足唱片、戏剧、主持、创作等。组合目前单飞不解散，成员们各自发展。

## 成員列表
| 莊群施 （已故） | Queenzy  | 1986年2月26日 – 2023年11月28日（37歲） |
| 邱燕妮          | Angeline | 1986年3月4日                           |
| 陳金燕          | Cass     | 1986年4月16日                          |
| 王雪晶          | Crystal  | 1986年5月19日                          |

### 莊群施
出生于馬來西亞玻璃市加央的莊群施曾經參加不同的選美比賽和歌唱比賽多次获得冠军，後被雅歌集團發掘並簽為旗下童星。
1995年，發了首張個人專輯《賣餛飩》。2000年，威揚公司（現為星樂音樂集團）將其與同年出生的王雪晶、邱燕妮和陳金燕組合成M-Girls四個女生，並往歌唱、舞蹈多方面發展。
2010年，M-Girls與星樂音樂集團的合約結束後，唱片集團並無繼續和莊群施繼續合作，但卻和其組合成員王雪晶、邱燕妮一同籌備下一張賀歲專輯。因此，當年莊群施並無發行任何專輯，也是莊群施身為藝人至今第一次無發行賀歲專輯，引起不少歌迷的不滿。2012年，莊群施與薇薇合作發行賀歲專輯《年味》，此專輯與星樂音樂集團無關。
2013年，四個女生成員王雪晶、邱燕妮、莊群施以及陳金燕再次復合。莊群施在此之后更嘗試在演藝方面發展，得了不錯的好評。
2023年11月28日，莊群施在拍摄“Squad Sekawan”短視頻时，因腦動脈瘤破裂而急逝，享年37岁。

### 王雪晶
1994年，王雪晶與雅歌企业簽約發行首張專輯《茶葉青》，獲得了大眾的青睞，擁有自己的同學會。後來，王雪晶當選為馬來西亞十佳歌手獎和最佳童星獎，曾連續獲得兩屆南洋十大最佳童星獎，是马来西亚地區第一個衝出海外的童星。五年裡，王雪晶也陸陸續續發行更多童謠以及兒歌專輯。
2000年，威揚公司（現為星樂音樂集團）將與同年出生的莊群施、邱燕妮和陳金燕組合成M-Girls四個女生。
2010年，王雪晶受邀參與Astro小太陽節目《陽光列車之小孩有禮》和《陽光列車之健康心體驗》。同年，M-Girls與星樂音樂集團的合約結束，但公司繼續與王雪晶簽約并與邱燕妮和鍾盛忠組合成三大皇牌。
2012年，王雪晶首次參與Astro歡喜台福建連續劇《家缘》。2013年，四個女生其成員王雪晶、邱燕妮、莊群施以及陳金燕再次復合。同年，王雪晶嘗試主持，代言，出席慈善活動，因此也開啟了《王雪晶同學會》。2014年，《小胖之天使貓》開拍，本來可以拍攝完畢，但影片一部分畫面消失而導致王雪晶再一次重拍。
2016年，王雪晶自1994年出道以來首次沒有參與任何賀歲專輯的過程。同時再次傳出M-Girls即將面臨四缺一的狀況。同年11月，王雪晶解釋離開賀歲專輯純粹因公司安排，同時也因忙碌籌備個人音樂專輯。

### 陈金燕
1996年時期，陳金燕參加馬六甲的一次歌唱比賽時，得到佳績而與雅歌集團簽約，並以艺名“金燕子”開始了童星生涯。陳金燕發了唯一的代表個人兒歌專輯《飛燕登陸》。 2000年，威揚公司（現為星樂音樂集團）將與同年出生的莊群施、邱燕妮和王雪晶組合成M-Girls四個女生。 2005年，陳金燕因要到外地留學而暫时离开。王雪晶，邱燕妮和莊群施繼續以三人組姿態M-Girls繼續活动。2005年至2012年的期間，燕子參與不少電視劇。 2013年，陳金燕正式歸隊，四個女生再次復合，并将艺名改成“Cass燕子”。

### 邱燕妮
1993年，由雅歌集團舉辦的一場歌唱比賽中，七位小女孩被發掘，正式組成七仙女。其中邱燕妮以“小妮妮”为艺名，是組合裡最小的成員。但由於1995年公司與唱歌老師的不和，七仙女面對解散的境況。之後，邱燕妮繼續與公司合作，發行首張個人專輯《欢天喜地1》，后更是參與福建專輯。
2000年，威揚公司（現為星樂音樂集團）將與同年出生的莊群施、王雪晶和陳金燕組合成M-Girls四個女生。
2010年，M-Girls與星樂音樂集團的合約結束，但公司繼續與王雪晶簽約并與邱燕妮和鍾盛忠組合成三大皇牌。
2012年，邱燕妮正式推出唯一的流行EP《I AM SOLO》，并且改名为“Angeline阿妮”重新开始活跃。
2013年，四個女生其成員王雪晶、邱燕妮、莊群施以及陳金燕再次復合，邱燕妮也为D頻道电影《義興TRACY姐》演唱主题曲《我知道我的路》。
2014年，邱燕妮到中國留學學醫，返馬後在東馬舉辦了許多簽唱會、粉絲見面會以及生日會。

## 演藝歷程

### 1993年至1999年：童星出道
M-Girls 四個女生未成立前，成員就已经开始个人出道发展。成員邱燕妮曾為馬來西亞當紅童星組合七仙女年齡最小的成員，也是四個女生裡最早出道的成員；自從七仙女解散后，邱燕妮開始個人發展，推出不同風格的專輯。另一位成員王雪晶也曾憑許多個人專輯得到了大馬十佳歌手獎和最佳童星獎，為第一位衝出海外的童星，更是当年家喻户晓的超级童星。成員莊群施自小參加不同唱歌和選美比賽，含有多次獲得冠軍的輝煌紀錄。由於當時成員們都簽署于雅歌集團，王雪晶和莊群施首次合作發行代表賀歲專輯《雙星報喜》，為四個女生未成立前首張成員合作的專輯。成員陳金燕當時也與雅歌集團簽署，與王雪晶合作發行《雙星報雙喜》。後來除了個人發展，成員們都常常有在一起合作的機會。

### 2000年至2004年：成立組團&发展
2000年，威揚集團在台湾导演-赖格的安排下，将王雪晶，莊群施，金燕子和妮妮凑合为新少女团体“四个女生”。她们在2000年11月21日發行了首張賀歲專輯《開心迎接豐收年》，这是四个女生发行的首张新年专辑同时也是首张出道专辑，獲得很高的銷售量。
2001年，四个女生發行首張流行音樂專輯《Dance With Me（VCD版本叫My Love On Line)》，并且获得了首支I-Watch手表代言广告，还获得了英文团名『M-Girls』。介於前一年賀歲專輯的成功案件，公司花费重金讓四個女生擁有赴中國拍攝的機會，為2002年的《飛躍新年》以及2003年的《新年YEAH!》兩個賀歲專輯添加非凡的色彩。
2003年，四個女生發行第二張音樂專輯《耍花樣》。音樂包含了大量情歌，是四个女生首次大膽的嘗試。同年，四個女生代言了《VISS》女鞋品牌，為組合第二個廣告代言。
2004年，四個女生首次與威揚集團旗下的組合“四千金”共8為成員合作發行賀歲專輯，名和主打歌為《春風催花開》；《春風催花開》MV創下了馬來西亞舞獅出現數量最多的紀錄，共有108名舞獅。同年，四位繼續突破，第三張流行音樂專輯《笨金魚》發行前，唱片公司和馬來西亞Ai FM合作，讓粉絲來投票選出《笨金魚》和《哎呦！你又不是我》哪一首是適合該專輯主打歌，最後又《笨金魚》勝出。同時也發行首張影音精選專輯《愛情密碼》，并且代言青春时尚品牌“Pop Teen”。

### 2005年至2009年﹕燕子退团 3人形式发展
2005年，四個女生赴澳大利亞拍攝賀歲專輯《開心年》。後來，四個女生成員金燕子因为无法把学业和事业同时兼顾，于是在《開心年》专辑宣传结束后，與公司暫時解約，並正式離開四個女生，而《開心年》為金燕子的最後一張作品。由於團體名“四個女生”指四個女子，所以她們正式抹去中文團名，而以英文名“M-Girls”為主。年底，M-Girls發行了第一張，也是最後一張三人姿態的音樂專輯《尼羅河》，隔年以这张专辑进军中国市场，後來並無在往流行專輯道路上發展。
2006年和2007年當中，M-Girls與四千金同時以7人合作發行兩張賀歲專輯《同欢共乐》和《世外桃源》。同年，M-Girls首次參與组合“八大巨星”《好日子》專輯的演出。2008年，M-Girls於賀歲專輯《福祿壽星拱照》加入幾位男歌星，而這張作品創下了最高的銷售量。2009年，由成員們嘗試的“賀歲舞台劇”元素加入了她們2009年《桃花開了》賀歲專輯，讓粉絲與外界備受矚目，更凭这张专辑首次获得了2010年马来西亚娱协奖最佳贺岁专辑。

### 2010年至2012年﹕暂停团体活动
2010年，M-Girls發行了最後一張以三人形象的賀歲專輯《金玉滿堂》，雖然受到媒體外界上的大大讚賞，但由於當年三人與星樂音樂集團的合約正式結束，而這期間公司創辦了另外一個團體，稱之為三大皇牌，由成員王雪晶、邱燕妮以及另外一位著名歌手，鐘盛忠組成。另外一位成員莊群施因個人理由而無法與星樂音樂集團繼續簽約，因此莊群施當年沒有任何作品，也是身為藝人的她首年未曾發任何專輯。然而這個消息引起觀眾不滿，是有史以來最大的紛爭。
雖然紛爭不斷，她們於同年11月榮幸贏取2010娛協獎最佳賀歲專輯獎，并表示M-Girls不会解散。後來，三大皇牌在2011年和2012年共發行了兩張賀歲專輯：《舞動春天》和《四海歡騰》。2011年底，成員莊群施和馬來西亞歌手薇薇（群薇組合）聯手發新年專輯，名稱《年味》，是由麗声唱片製作。同年往後，群施更向演藝方面發展，參與無數的電視劇，包括《法內情》、《爱丽丝历险记》與《法网天后》等。2012年，成員邱燕妮（妮妮）發行了個人EP《I AM SOLO》，藝名轉改成“阿妮”。此EP是她出道二十個年，總共發行了超過50張專輯而帶給粉絲的禮物。

### 2013年至2016年﹕強勢回歸 四人再合體
2012年，星樂音樂集團于網絡公佈一项震撼的消息，說明四個女生即將在2013年回歸，《團聚》為他們回歸作品，並以M-Girls四個女生的名義繼續前往她們音樂歷程上發展。主打歌《團聚》敘述四位久違重聚的心情；也包括了幾首串燒早期的主打歌曲。年底，四个女生發行了第一張流行EP《My Way》。2014年，四個女生再次發行賀歲專輯《真歡喜》；此專輯是首次以廣東做主打，為專輯帶來另一種風格。但因盜版猖狂不斷，四個女生于《真欢喜》记者發佈会上宣佈《真歡喜》極有可能是她们和星樂音樂集團合作的最後作品。
2015年，四個女生再次與星樂音樂集團合作并籌備下一張賀歲專輯《新春佳期》，是赴泰國取景的作品，證實《真欢喜》並非最後作品。2016年，四個女生與星樂音樂集團解約，四位自己成立音樂公司"MG ENTERTAINMENT"，並一如往常地發行賀歲專輯《年來了》。

### 2017年至2025年﹕雪晶单飞 M-Girls二度暂停發行贺岁专辑，團體單飛不解散，庄群施逝世
2017年，王雪晶因籌備個人音樂專輯而不參與賀歲專輯的過程，其他成員再次以三人形象籌備下一張賀歲專輯《過年要紅紅》。同年王雪晶发行首张个人迷你专辑《Renée》，并表示将有4年的时间会专注于个人音乐的发展，所以这段时间都将不会参与M-Girls的新年专辑。同年8月底，庄群施联同台湾男艺人张瀚元一同推出男女对唱单曲《爱 Don't Be Shy》，这是庄群施在加入M-Girls之后，首次以个人身份与男艺人合作推出单曲。
2018年，M-Girls在官方脸书开直播宣布将会暂停推出M-Girls四个女生的团体賀歲專輯，据了解将有3-5年的时间不会合体发片。而阿妮则是推出个人贺岁专辑《喜临大地幸福来》，这是阿妮继2012年推出个人流行EP《I'm Solo》后，相隔5年又推出个人专辑，同时也是阿妮暌违已久的个人贺岁专辑。除此之外，庄群施在20几年的音乐道路上，首次独挑大梁投资的贺岁专辑《今年你最好》。群施邀请久违合作的艺人好友和幕后伙伴，一起携手完成这张别具意义的贺岁专辑。
2019年，阿妮继续以个人身份发行贺岁专辑《恭喜发财利是来》。同样的，庄群施也如同往年般的邀请艺人好友们一起完成她2019的Queenzy and Friends 贺岁专辑 《春天的愿望》，但庄群施透露她和阿妮相反的是，这张贺岁专辑只有在她的官方网店售卖，不如同2018年的贺岁专辑方式售卖，如在网上售卖后的几个月会在唱片行上架。而王雪晶只参与了阿妮的贺岁专辑，至于另外一首和群施合唱的《招财进宝》，则只是单曲在线上发布。
2020年，阿妮三度以个人身份发行贺岁专辑 《浓浓新年庆团圆》，同时加入由锺盛忠发起的新一代八大巨星。而且，王雪晶也以个人身份发行贺岁专辑 《金鼓凤鸣迎新岁》及再次参与锺盛忠和锺晓玉的贺岁专辑《天子盛世》(不过由于被原唱说出版权就移除了)。除此之外，莊群施也以个人身份发行 Queenzy and Friends 贺岁专辑 《春风笑了》。
2021年，阿妮四度以个人身份发行贺岁专辑 《春天★打滿好福氣》。王雪晶也二度以个人身份发行贺岁专辑《美不胜收》，以USB的版本出售。但是王雪晶的官方Instagram发布了快拍声称專輯由于设计问题而导致難產，無法趕在新年前發貨。而王雪晶的公司在当时也沒有給出一個說法，只能讓歌迷選擇退款或繼續瞎等。直到6月22日，王雪晶在个人的Facebook发布了一段视频，声称她的2021贺岁USB专辑《美不胜收》现在才收到。而公司在2020年10月就开始接洽中国广东省的印刷厂（当时公司并不知道他们是老千身份）印制这张专辑。当前面还没付完款时还寄了USB样本过来，让公司检查过程很顺利，怎知余额一清完才知道已经上了老千的当。而那名老千更以谎言拖延时间不寄货，导致公司要跟已购买专辑的粉丝交代清楚甚至退款。不但过了贺岁专辑销售热期后，对方直接消失联系不上；还导致公司白白亏损了6位数资金，直到另找公司印刷才解决问题。目前王雪晶的公司已经陆续地把USB寄出，也向警方报案处理。莊群施也四度以个人身份发行贺岁专辑《牛起來》，同样也是以USB的姿态发行。这样的情况，四个女生已经是五年没有完整合体。
也是在2021年，阿妮受到网络直播发片歌手黄铭德之邀（因为阿妮直播演唱会上，阿妮直言她的家人最喜欢听黄铭德唱歌，因此特别邀请他，而当晚的观看人数却直流而上，因此黄铭德特别邀请阿妮过来），合唱了由邓智彰亲自操刀的《你最可爱》，收录在黄铭德自资发行的第四张个人专辑《爱情的承诺》。
贺岁专辑，由陈彦珲负责制作她们参与合唱的歌曲。10月27日，阿妮在官方社交网站上宣布2023年贺岁专辑《发发发发发》开始预购。而在10月28日，庄群施宣布她2023年的个人贺岁专辑已经开始录制，更再度邀约Veron一起合作，但是第三首歌曲更邀请了从2018年开始，已经许久没有推出歌曲的燕子过来合唱。王雪晶则是发行了2023年数位贺岁粤语单曲《祝福你》，MV以90年代经典的香港电影角色为致敬。
2023年，阿妮迎来了个人出道30周年，也在社交网站上透露完成了2024年贺岁专辑的录音和拍摄，同时也在筹备着个人原创单曲EP。
2023年11月，阿妮宣布即将一口气发行三张专辑：第一张是个人贺岁专辑《桃花开开开》、第二张是个人出道30周年纪念专辑《今夜星光》、第三张是阿妮三度和黄铭德与尾尾合作的贺岁专辑《龙年显威风》。
2023年11月28日，庄群施拍摄時因腦動脈瘤破裂而急逝，享年37岁。而王雪晶在收到这个噩耗后，在其Instagram快拍上传只有黑色背景，没有文字的照片。阿妮则是原定要在同日上传去其Youtube频道的全新贺岁专辑《桃花开开开》的其中一首歌的MV，也因为这个噩耗而被迫改期上传。燕子也在Facebook将头像和封面换成黑色照片表示弔念。11月29日，庄群施的葬礼上，其他三位成员都有出席，变成了最后一次4人完整合体的画面。
2023年12月11日，王雪晶在社交媒体上传她与庄群施的最后一次舞蹈，发文“没想到这支舞是我跟她的最后一支舞”。
2024年至2025年 :
2024年除夕，为了完成庄群施来不及录制的贺岁歌曲，在经过公司和庄群施的家人考虑商量后，决定以AI科技让庄群施发行新单曲《好运气》，一瞬间感动了全球粉丝。
2024年是王雪晶个人出道30周年，于是一口气推出了3首流行歌曲: 正能量满满的歌曲《从东京走到纽约》、庆祝中秋节的歌曲《月亮圆》、个人出道30周年纪念歌曲《有你一起》。
2025年，阿妮4度和黄铭德与尾尾合作发行贺岁专辑《一家大小》，并且以团名“三王”名义发片。同时，阿妮也不忘发行个人贺岁专辑，发行贺岁专辑《蛇兄弟》，这是阿妮个人发行的历年贺岁专辑中，最多艺人和网红参与的一张！
同年，王雪晶发行个人贺岁专辑《疯狂新年》，以个人30周年和Y2K风格作为主题。值得一提的是，专辑里除了同名主打歌，还重新翻唱4首自己在M-Girls 四个女生时期演唱过的贺岁歌曲。

## 音樂作品

### 流行音乐专辑/EP/其他
| 發行日期              | 专辑资料 | 曲目 |
| 四個女生 名義         | 四個女生 名義 | 四個女生 名義 |
| --------------------- | --- | --- |
| 2001                  | 《Dance With Me (CD版本)／My Love On Line (VCD版本)》 - 演唱者：四個女生 (王雪晶，莊群施，小妮妮，金燕子) - 發行日期：2001年 - 發行公司：威扬娱乐有限公司 - 語言：中文 - 含有：CD＋VCD (附有精美歌詞簿，2002年日曆卡片12張)，VCD Karaoke (附有6張精美明信片)、卡带 - 备注：这张专辑在中国发行另外一个版本，专辑名称是『花季组合』。 | CD版本 & 卡带版本 曲目 1. Dance With Me 2. 好朋友 3. 一生只為你美麗 4. 四个女生-你我他 5. 冬天裡的廚房 6. 单思病 7. 出去曬太陽 8. 爱的起点 9. Do You Know？ 10. My Love Online |
| 2001                  | 《Dance With Me (CD版本)／My Love On Line (VCD版本)》 - 演唱者：四個女生 (王雪晶，莊群施，小妮妮，金燕子) - 發行日期：2001年 - 發行公司：威扬娱乐有限公司 - 語言：中文 - 含有：CD＋VCD (附有精美歌詞簿，2002年日曆卡片12張)，VCD Karaoke (附有6張精美明信片)、卡带 - 备注：这张专辑在中国发行另外一个版本，专辑名称是『花季组合』。 | VCD版本 曲目 1. My Love Online 2. 愛的起點 3. 一生只為你美麗 4. Dance With Me 5. 冬天裡的廚房 6. 四个女生-你我他 7. Do You Know? 8. 好朋友 9. 出去曬太陽 10. 單思病 |
| 2003                  | 《耍花樣》 - 演唱者：四個女生 (王雪晶，莊群施，小妮妮，金燕子) - 發行日期：2003年 - 發行公司：威扬娱乐有限公司 - 語言：中文 - 含有：CD＋VCD (精美長版：附有精美歌詞簿，Vess代言明信片)、VCD Karaoke (限量版：附有限量供應迷你月餅，迷你海報)、卡带                                                                                  | CD & VCD版本 曲目 1. 耍花样 2. 太阳晒晒 3. 相愛好嗎 4. 唯一×4 5. 窗口 6. 友情地图 7. 爱你的鱼 8. My Destiny 9. Goodbye 10. Believe |
| 2003                  | 《耍花樣》 - 演唱者：四個女生 (王雪晶，莊群施，小妮妮，金燕子) - 發行日期：2003年 - 發行公司：威扬娱乐有限公司 - 語言：中文 - 含有：CD＋VCD (精美長版：附有精美歌詞簿，Vess代言明信片)、VCD Karaoke (限量版：附有限量供應迷你月餅，迷你海報)、卡带                                                                                  | 卡带版本 曲目 1. 耍花样 2. 相爱好吗 3. 唯一×4 4. 窗口 5. Goodbye 6. 友情地图 7. 爱你的鱼 8. My Destiny 9. Believe 10. 太阳晒晒 |
| 2004                  | 《笨金魚》 - 演唱者：四個女生 (王雪晶，莊群施，小妮妮，金燕子) - 發行日期：2004年 - 發行公司：威扬娱乐有限公司 - 語言：中文 - 含有：CD＋VCD (附註精美歌詞簿，明信片)、卡带 | 曲目 1. 笨金鱼 2. 唉喲! 你又不是我! 3. 下着雨 4. 漫步在云端 5. Strawberry Love Story 6. 爱情密码 7. 女生日记 8. 相信我 9. 白襯衫 10. 關於朋友的口白...朋友 |
| 2004                  | 《愛情密碼》 - 演唱者：四個女生 (王雪晶，莊群施，小妮妮，金燕子) - 發行日期：2004年 - 發行公司：威扬娱乐有限公司 - 語言：中文 - 含有：VCD Karaoke (專輯《耍花樣》和《笨金魚》之卡拉影音精選曲) | 曲目 1. 愛情密碼 2. 太阳晒晒 3. 漫步在云端 4. 耍花樣 5. 相信我 6. 相爱好吗 7. STRAWBERRY LOVE STORY 8. 友情地图 9. 唉喲！你又不是我！ 10. 笨金魚 11. 唯一X4 12. 白衬衫 13. 爱你的鱼 14. 女生日记 15. GOODBYE |
| M-Girls 名義          | | |
| 2005                  | 《尼羅河》 - 演唱者：M-Girls (王雪晶，莊群施，妮妮) - 發行日期：2005年 - 發行公司：威扬娱乐有限公司 - 語言：中文 - 含有：CD + MV DVD (*附精美歌詞簿，M-Girls 手機俱樂部介紹小冊子，「M-Girls Forever」馬來西亞歌迷會入會申請小卡) / CD + VCD Karaoke (*同样的东西)、卡帶 - 备注：燕子退团后，三人形象重新出发的首张专辑。           | CD版本 曲目 1. 尼羅河 2. Bye Bye 3. 抱一抱 4. No No No 5. 小心輕放 6. Sleepy Bear 7. 輕輕告訴你 8. 精靈追逐戰 9. DANCER 10. 因為有你 (M-Girls首次共同作词) |
| 2005                  | 《尼羅河》 - 演唱者：M-Girls (王雪晶，莊群施，妮妮) - 發行日期：2005年 - 發行公司：威扬娱乐有限公司 - 語言：中文 - 含有：CD + MV DVD (*附精美歌詞簿，M-Girls 手機俱樂部介紹小冊子，「M-Girls Forever」馬來西亞歌迷會入會申請小卡) / CD + VCD Karaoke (*同样的东西)、卡帶 - 备注：燕子退团后，三人形象重新出发的首张专辑。           | MV DVD / 卡拉OK VCD 曲目 1. 小心輕放 2. 尼羅河 3. Bye Bye 4. 因為有你 |
| M-Girls 四個女生 名義 | | |
| 2013/14               | 《My Way》同名专辑(迷你 EP) - 演唱者：M-Girls 四個女生 (王雪晶，莊群施，阿妮，燕子) - 發行日期：2013/14年 - 發行公司：星乐娱乐集团 - 語言：中文 - 含有：CD (鑽石首發版：附精美歌詞簿，限量精美書籤，折扣卡片)／DVD + CD (精心限量版：附精美書籤，限量精英盒，萬用卡，折扣卡片)                                                      | CD版本 曲目 1. My Way 2. 單細胞 3. 就現在 |
| 2013/14               | 《My Way》同名专辑(迷你 EP) - 演唱者：M-Girls 四個女生 (王雪晶，莊群施，阿妮，燕子) - 發行日期：2013/14年 - 發行公司：星乐娱乐集团 - 語言：中文 - 含有：CD (鑽石首發版：附精美歌詞簿，限量精美書籤，折扣卡片)／DVD + CD (精心限量版：附精美書籤，限量精英盒，萬用卡，折扣卡片)                                                      | DVD版本 曲目 1. My Way（MV版） 2. 單細胞（MV版） 3. 就現在（MV版） 4. My Way（KTV版） 5. 單細胞（KTV版） 6. 就現在（KTV版） 7. 幕后花絮 |
| 2015                  | 《新春佳期泰好玩》旅遊介紹特辑 - 介紹者：M-Girls 四個女生 (王雪晶，莊群施，阿妮，燕子) - 發行日期：2015年 - 發行公司：星乐娱乐集团 - 語言：中文 - 含有：DVD (非賣品)、 - 备注：2015年賀歲專輯＂新春佳期＂到泰国拍摄时的一些花絮和旅游景点介绍。                                                                                     | 曲目 1. 片头和开场 2. 圣托里尼公园 3. 泰国华欣小瑞士 绵羊庄园 4. 华欣火车站 5. 华欣海滩 6. 华欣夜市 7. 华欣葡萄庄园 8. 华欣威尼斯 9. 七岩ATV公园 10. 河岸码头夜市 11. 水门市场 12. 札都甲周末市场 13. 卧佛寺 14. 巧克力山庄 15. 旧火车市集 16. 丹能莎都瓦水门市场 17. 大城府大象馆 18. 百万玩具博物馆 19. 大城府昭披耶河船游 20. 鸣谢 |

### 賀歲專輯
| 2001                  | 《開心迎接豐收年》 - 演唱者：四個女生 (王雪晶，庄群施，小妮妮，金燕子) - 發行日期：2001年 - 發行公司：威扬娱乐有限公司 - 語言：中文 - 備註：全在马来西亚拍攝之品，四個女生首張賀歲專輯，四個女生首張出道專輯 - 含有：CD，VCD，卡帶，录影带 | 曲目 1. 金玉滿堂富貴春 2. 飛躍歌舞迎新春 3. 過年啦 4. 新春派對一起跳 5. 開心迎接豐收年 6. 新年真好 7. 歲歲如意賀新春 8. 富貴年 + 天下共歡喜迎春 9. 新年到新年好 10. 一張賀年片 + 迎接財神到 11. 普天同慶樂陶陶 12. 財神老爺下凡了 + 廟會 13. 正月逢春又一年 14. 祝你今年好運氣 |
| 2002                  | 《飛躍新年》 - 演唱者：四個女生 (王雪晶，莊群施，小妮妮，金燕子) - 發行日期：2002年 - 發行公司：威扬娱乐有限公司, 天龙国际娱乐有限公司 - 語言：中文 - 備註：赴中國雲南省拍攝之品 - 含有：CD，VCD，DVD（只限中國發行） | 曲目 1. 喜年一开财富来 2. 飛躍新年 3. 東邊敲鑼西邊響 4. 萬馬奔騰迎新春 5. 賀新年 + 大地回春 6. 大家都說新年好 + 財源滾滾好運到 7. 再說一聲恭喜你 8. 新年財 9. 新年萬歲 + 好運連連在今朝 10. 掛紅燈 11. 除夕合家歡 + 十大財神齊上門 12. 向歌友們拜年 + 恭喜發財 13. Rasa Sayang + 歡樂歌聲滿人間 14. 迎接財神吉星照 |
| 2003                  | 《新年 YEAH!》 - 演唱者：四個女生 (王雪晶，莊群施，邱燕妮，陳金燕)，鐘盛忠，郭美君 - 發行日期：2003年 - 發行公司：威扬娱乐有限公司 - 語言：中文 - 備註：赴中國山東省拍攝之品、首次與其他藝人合唱之品 - 含有：CD，VCD，DVD (只限中國發行) | 曲目 1. 春風得意年年好 2. 新年 YEAH! 3. 新年辣辣 SONG 4. 紅紅燈籠高高掛 (鐘盛忠 合唱) 5. 招財進寶 6. 歡樂年年 7. 花開富貴財神到 (郭美君，鐘盛忠 合唱) 8. 發財發福中國年 9. 新年咿呀嘿 10. 我愛大紅包 11. 金獅拜年 12. 神采飛揚 (郭美君，鐘盛忠) |
| 2004                  | 《春风催花开》 - 演唱者：四個女生 (王雪晶，莊群施，邱燕妮，陳金燕)，四千金 (凱兒，紅兒，敏兒，君兒) - 發行日期：2004年 - 發行公司：威扬娱乐有限公司 - 語言：中文 - 備註：赴馬來西亞吉隆坡，馬六甲，加影，北海拍攝之品，同名主打《喜慶新年樂》 - 含有：CD，VCD，卡带，DVD (只限中國發行) - 其他：威揚唱片同時也為四千金和四個女生分別發行各自卡拉OK VCD專輯，四個女生為《喜慶新年樂》，四千金為《春天來了 + 歡迎新年到》，兩張專輯都是同時收錄9首卡 OK MV。 | 曲目 1. 春風催花開 (M-Girls 四個女生 & 四千金) 2. 萬年紅 + 新年好 (M-Girls 四個女生 & 四千金) 3. 春神 (M-Girls 四個女生) 4. 春天來了 + 歡迎新年到 (四千金) 5. 喜慶新年樂 (M-Girls 四個女生) 6. 新春的歌謠 (四千金) 7. 我愛新年 (M-Girls 四個女生 & 四千金) 8. 新年團聚多Happy (M-Girls 四個女生) 9. 歲歲年年 (四千金) 10. 万事如意 + 贺新年新气象 (M-Girls 四個女生) 11. 不一样的新年 (四千金) 12. 嘻嘻哈哈过年啦 (M-Girls 四個女生) 13. 财神来到我身边 (四千金) 14. 新年快樂 (M-Girls 四個女生 & 四千金) |
| 2005                  | 《開心年》 - 演唱者：四個女生(王雪晶，莊群施，小妮妮，金燕子) - 發行日期：2005年 - 發行公司：威扬娱乐有限公司 - 語言：中文 - 備註：赴澳洲布里斯班拍攝之品，成員陳金燕之告別作，專輯也採用精美封套 - 含有：DVD，VCD，CD，《開心年》精美海报 | 曲目 1. 開心年 2. 新春樂逍遙 + 過肥年 3. 開心 ROCK & ROLL 4. 鳳陽花鼓 + 迎春接福 5. 把春天抱滿懷 6. 恭喜恭喜 + 大家恭喜 7. 新年熱鬧鬧 8. 新年不敗 9. 新年新願 10. CELEBRATION |
| M-Girls 名義          | | |
| 2006                  | 《同歡共樂》 - 演唱者：M-Girls (王雪晶，莊群施，妮妮)，四千金 (凱兒，紅兒，敏兒，君兒) - 發行日期：2006年 - 發行公司：威扬集团 - 語言：中文 - 備註：赴馬來西亞各地拍攝之品 - 含有：DVD，VCD，CD，卡帶，《同欢共乐》精美海报 | 曲目 1. 同歡共樂 (M-Girls & 四千金) 2. 五大財神迎春來 (M-Girls & 四千金) 3. 春之晨 (M-Girls) 4. 恭喜大家新年好 (四千金) 5. 新春大團拜 (M-Girls) 6. 春光照耀 (四千金) 7. 春滿人間 ＋ 正月里來是新春 (M-Girls) 8. 春來了 (四千金) 9. 大家唱首新年歌 (M-Girls) 10. 新年快樂 (四千金) 11. 春花齊放 + 迎春花 (M-Girls) 12. 龍頭大隊賀新年 (四千金) 13. 春風吹呀吹 (M-Girls) 14. 財神老爺下凡了 + 新年樂 (四千金) |
| 2007                  | 《世外桃源》 - 演唱者：M-Girls (王雪晶，莊群施，妮妮)，四千金 (凱兒，紅兒，敏兒，君兒)，沙家偉（客串） - 發行日期：2007年 - 發行公司：威扬集团 - 語言：中文 - 備註：赴中國浙江省、江苏省拍攝之品 - 含有：DVD，VCD，CD，《世外桃源》精美海报 | 曲目 1. 世外桃源 (M-Girls & 四千金) 2. 中国新娘 (M-Girls) 3. 天天新年天天樂 (M-Girls，四千金，沙家瑋) 4. 新春佳节 (四千金) 5. 亮亮心情 (M-Girls) 6. 发大财 (四千金) 7. 臘月過小年 + 廟宇朝拜 + 敲鑼打鼓迎新年 (M-Girls) 8. 新年喜洋洋 (四千金) 9. 來來來乾一杯 (M-Girls) + 嘻嘻哈哈過新年 (四千金) + 恭喜大家過新年／大家過個快樂年 (M-Girls & 四千金) 10. 春天是我們的 (M-Girls & 沙家瑋) 11. 財源廣進運氣好 + 新恭喜發財 + 萬事享通 (四千金) 12. 四海欢腾迎新年 (M-Girls & 四千金) |
| 2008                  | 《福祿壽星拱照／花仙子》 - 演唱者：M-Girls(王雪晶，莊群施，妮妮)，Kint，Milk，Prince - 發行日期：2008年 - 發行公司：威扬集团 - 語言：中文 - 備註：赴中國江苏省拍攝之品 - 含有：DVD，VCD，CD，《福祿壽星拱照》精美海报 | 曲目 1. 福祿壽星拱照 (M-Girls & Kint，Milk，Prince) 2. 花仙子 (M-Girls) 3. 花樣新年 (M-Girls) 4. 十二生肖慶豐年 (M-Girls) 5. 春風得意再聚首 (M-Girls & Kint，Milk，Prince) 6. 財神來了 (M-Girls) 7. 新年歌組曲 (M-Girls): 恭喜恭喜 (合唱) + 春天來了 (群施) + 富貴花開迎新年 (雪晶) + 新年好 (妮妮) + 鳳陽花鼓 (群施) + 花开富贵 (广东) (雪晶) + 恭喜發財 (妮妮) + 春風吻上我的臉 (合唱) 8. 快樂新年樂逍遙 (Kint，Milk，Prince) 9. 同唱幸福年 (M-Girls) 10. 喜樂年華 (M-Girls & Kint，Milk，Prince) 11. 新年好運樂陶陶 + 大家都說新年好 (M-Girls) 12. 新年最精彩 (M-Girls) 13. 好運來 (Kint，Milk，Prince) 14. 紅彤彤的春天 (M-Girls & Kint，Milk，Prince) |
| 2009                  | 《桃花開了》 - 演唱者：M-Girls (王雪晶，莊群施，妮妮)，陈旻炜 - 發行日期：2009年 - 發行公司：星乐娱乐集团，威扬集团 - 語言：中文 - 備註：赴馬來西亞砂拉越，浮羅交怡拍攝之品，首張拍攝歌舞劇之品 - 含有：DVD，2VCD，CD，《桃花开了》精美海报 | 曲目 MV： 1. 桃花开了 (M-Girls) 2. 数红包 + 财神到我家 (M-Girls) 3. 拜大年+春到人间 (M-Girls) 4. 新年快乐 (M-Girls) 5. 唱丰年 (M-Girls) 歌舞剧： 1. 春节序曲 (M-Girls) 2. 我的财神来了 (王雪晶，妮妮）（CD版也同時收錄三人版本） 3. 花开富贵满华堂（M-Girls） 4. 恭喜发财 (M-Girls，陈旻炜) 5. 招财进宝 (M-Girls)（CD版同時收錄錄音室版本和歌舞劇版） 6. 开心Rock And Roll (M-Girls，陈旻炜) |
| 2010                  | 《金玉滿堂》 - 演唱者：M-Girls (王雪晶，莊群施，妮妮) - 發行日期：2010年 - 發行公司：星乐娱乐集团 - 語言：中文 - 備註：赴馬來西亞等地拍攝之品，10週年紀念賀歲專輯，莊群施暫別M-Girls之作 - 含有：DVD，VCD，CD，《金玉满堂》精美海报 - 原收录于此专辑中的原创歌曲《Lucky Day》，目前只能在KK BOX才能听到。而这首歌的MV虽然是有拍摄，但是到目前为止，公司并未在这张专辑和任何网站上发布。                                                                    | 曲目 1. 金玉滿堂 2. 鳳舞迎春 3. 恭喜大家过新年 (合唱) + 正月里来是新春 (王雪晶) + 庙宇朝拜 (莊群施) + 喜气洋洋 (妮妮) + 新年好 (合唱) 4. 掛紅燈 + 掛彩燈 5. 恭喜恭喜恭喜你 6. 新年穿美美 7. 迎賓曲 8. 幸福萬年長 + 月圓花好 9. 一年胜一年 10. 龍頭大隊賀新年 11. 常回家看看 |
| M-Girls 四個女生 名義 | | |
| 2013                  | 《團聚》 - 演唱者：M-Girls 四個女生 (王雪晶，莊群施，阿妮，燕子) - 發行日期：2013年 - 發行公司：星乐娱乐集团 - 語言：中文 - 備註：赴馬來西亞檳城，吉隆坡等地拍攝之品 - 含有：DVD，VCD，CD，预购抢先限量版 DVD，M-Girls 四个女生精美纪念册，《团聚》精美海报 - 口號：團聚 + 喜氣 就是=珍惜 - 其他：M-Girls 四個女生相隔八年再次4人合體專輯，金燕子回歸之作，同時也是其餘三位成員相隔2年再一次合體專輯                                                       | 曲目 1. 團聚 2. 喜洋洋 3. 開心年 + 飛躍新年 + 春風催花開 4. 笑口常開 5. 開心迎接豐收年 + 喜年一開財富來 + 萬馬奔騰迎新春 6. 財神到 (广东) 7. 喜慶新年樂 + 新年真好 + 把春天抱滿懷 + 新年熱鬧鬧 8. 手中的紅包 9. 大拜年 10. 千紅萬紅滿堂紅 11. 福星高照 12. 新年團聚 |
| 2014                  | 《真歡喜》 - 演唱者：M-Girls 四個女生 (王雪晶，莊群施，阿妮，燕子) - 發行日期：2014年 - 發行公司：星乐娱乐集团，PMP 环宇娱乐 - 語言：中文／粵語 - 備註：赴馬來西亞雪蘭莪，霹靂取景拍攝之品 - 含有：DVD，VCD，CD，预购抢先SWAROVSKI CRYSTAL，日历，M-Girls 衣服配套限量版，DVD + CD 预购抢先日历，M-Girls 衣服配套限量版 + DVD + VCD + CD，《真歡喜》精美海报，A3型海报 - 口號：讓你"真歡喜"度過全新的一年                                                  | 曲目 1. 贺新年 + 迎春花 + 万年红 + 恭喜恭喜 + 大地回春 2. 真歡喜 (广东) 3. 气势如虹 4. 猜酒拳 5. 财神到 6. 恭喜发财发大财 7. 新年快乐 8. 爆竹一声大地春 9. 大地回春满庭芳 10. 祥瑞庆丰年 |
| 2015                  | 《新春佳期》 - 演唱者：M-Girls 四個女生 (王雪晶，莊群施，阿妮，燕子) - 發行日期：2015年 - 發行公司：星乐娱乐集团，PMP 环宇娱乐 - 語言：中文／英語／閩南語 - 備註：赴泰國拍攝之品，與Starmedia合作的最後一張專輯 - 含有：DVD，CD | 曲目 1. 新春佳期 2. 龙马精神 3. 美丽的春天 4. Happy CNY 5. 发大财 (福建) 6. 过个快乐年 7. 新年秀 (组曲：新的一年 + 新年万万岁 + 快乐讯号 + 新年童趣) 8. 人逢喜事精神爽 9. 富贵年 10. 大马新年最热闹 |
| 2016                  | 《年来了》 - 演唱者：M-Girls 四個女生 (王雪晶，莊群施，阿妮，燕子) - 發行日期：2016年 - 發行公司：MG Entertainment，PMP 环宇娱乐 - 語言：中文 - 備註：赴马来西亚拍攝之品 - 由四個女生親自打造的一張賀歲專輯。 - 四人最后一次合体的专辑 - 含有：DVD，CD | 曲目 1. 年來了 2. 富贵花开迎新年 3. 嘻嘻哈哈过新年 + 祭祖先 (ONFM 合唱) 4. 丰收歌 5. 咚咚锵锵接财神 6. 春到人间喜洋洋 7. 快乐的新年 8. 年节时景 9. 富贵花儿处处开 10. 年年吉祥保平安 |
| M-Girls 名義          | | |
| 2017                  | 《过年要红红》 - 演唱者：M-Girls (莊群施，阿妮，燕子) - 發行日期：2017年 - 發行公司：MG Entertainment，PMP 环宇娱乐 - 語言：中文 - 備註：赴馬來西亞各地拍攝之品 - 王雪晶首張沒有參與的作品 - 含有：DVD，CD，M-Girls 三角年历卡，M-Girls 彩色花絮相册，M-Girls 卡通书签，《过年要红红》精美海报 | 曲目 1. 过年要红红 2. 庙宇朝拜 3. 鸿运当头 (庄群施) 4. 新年快乐 (燕子) 5. 万事如意 (阿妮) 6. 天下共欢喜迎春 7. 快乐十五天 |

### 成員個人作品
| 發行日期               | 专辑資料 | 曲目 |
| Queenzy 庄群施（已故） | Queenzy 庄群施（已故） | Queenzy 庄群施（已故） |
| ---------------------- | --- | --- |
| 2017                   | 《爱 Don't Be Shy》个人单曲 - 演唱者：莊群施，张瀚元 - 發行日期：2017年 - 發行公司：Qhinetic Ventures - 語言：中文 - 含有：DVD+CD，海报 | 曲目 1. 爱 Don't Be Shy |
| 2018                   | 《今年你最好》个人贺岁专辑 - 演唱者：庄群施 - 發行日期：2018年 - 發行公司：Qhinetic Ventures - 語言：中文 - 含有：DVD，CD，海报，红包封，贺年片，限量版邮票／Limited Edition Touch 'N' Go (Queenzy and Group's Design)                                                          | 曲目 1. 今年你最好 (Wei 小薇薇 合唱) 2. O! Let's Go 3. 贺新年 (John 黄俊源，Wei 小薇薇 合唱) 4. 财神到 (Tedd 曾国辉 合唱) 5. 大地回春 (John 黄俊源，Wei 小薇薇 合唱) 6. 恭喜恭喜 (Wei 小薇薇 合唱) 7. 新年好 (Wei 小薇薇，天籁学堂学生 合唱) |
| 2018                   | 《Salam Aidilfitri》个人数位单曲 - 演唱者：庄群施 - 發行日期：2018年 - 發行公司：Qhinetic Ventures - 語言：马来西亚语 - 含有：网络發表 / 数位单曲 | 曲目 1. Salam Aidilfitri (原曲：今年你最好) |
| 2019                   | 《春天的愿望》个人贺岁专辑 - 演唱者：庄群施 - 發行日期：2019年 - 發行公司：Qhinetic Ventures - 語言：中文 - 含有：DVD+CD，海报，红包封，限量版手表，笔记本 | 曲目 1. 春天的愿望 (Veron 合唱) 2. 春风催花开 (碰碰 Pong Pong - Gaston 庞圭武，Jeii 庞捷忆 合唱) 3. 恭喜恭喜 (Wei 小薇薇 合唱) 4. 财神到 (Tedd 曾国辉 合唱) 5. 我的财神来了 + 财神到 (广东) (Tedd 曾国辉 合唱) |
| 2019                   | 《Harapan Aidilfitri》个人数位单曲 - 演唱者：庄群施 - 發行日期：2019年 - 發行公司：Qhinetic Ventures - 語言：马来西亚语 - 含有：网络發表 / 数位单曲 | 曲目 1. Harapan Aidilfitri (原曲：春天的愿望) |
| 2020                   | 《春风笑了》个人贺岁专辑（新歌+精选） - 演唱者：庄群施 - 發行日期：2020年 - 發行公司：Qhinetic Ventures，Metro Muzik 乐都唱片 - 語言：中文 - 含有：DVD+CD，海报，红包封 | 曲目 1. 鼠報平安 2. 春风笑了 (Veron 合唱) 3. 熱情分享 (Tedd 曾国辉 合唱) 4. 春天的愿望 (Veron 合唱) 5. 今年你最好 (Wei 小薇薇 合唱) 6. 招财进宝 (王雪晶 合唱) 7. 财神到 (Tedd 曾国辉 合唱) 8. 我的财神来了 + 财神到 (Tedd 曾国辉 合唱) 9. 春风催花开 (碰碰 Pong Pong - Gaston 庞圭武，Jeii 庞捷忆 合唱) 10. O! Let's Go 11. 大地回春 (John 黄俊源，Wei 小薇薇 合唱) 12. 贺新年 (John 黄俊源，Wei 小薇薇 合唱) 13. 恭喜恭喜 (Wei 小薇薇 合唱) 14. 新年好 (Wei 小薇薇，天籁学堂学生 合唱) |
| 2020                   | 《Kemenangan Aidilfitri》个人数位单曲 - 演唱者：庄群施 - 發行日期：2020年 - 發行公司：Qhinetic Ventures - 語言：马来西亚语 - 含有：网络發表 / 数位单曲 | 曲目 1. Kemenangan Aidilfitri (原曲：春风笑了) |
| 2021                   | 《牛起来》个人贺岁专辑 - 演唱者：庄群施 - 發行日期：2021年 - 發行公司：Qhinetic Ventures - 語言：中文 - 含有：USB (这张专辑被庄群施提及不会在市场上上架也不会推出DVD+CD配套)，红包封，相册                                                                                      | 曲目 1. 牛起来 2. 春天的梦想（原名：春天有个梦想 2019） 3. 祝福你 (Veron 合唱) |
| 2021                   | 《Melodi Aidilfitri》个人数位单曲 - 演唱者：庄群施 - 發行日期：2021年 - 發行公司：Qhinetic Ventures - 語言：马来西亚语 - 含有：网络發表 / 数位单曲 | 曲目 1. Melodi Aidilfitri (原曲：祝福你；Veron 合唱) |
| 2022                   | 《好好好》个人贺岁专辑 - 演唱者：庄群施 - 發行日期：2022年 - 發行公司：Qhinetic Ventures，Venus Group International 维纳斯集团 - 語言：中文 - 含有：USB (这张专辑被庄群施提及不会在市场上上架也不会推出DVD+CD配套)，红包封，三人麻将卡牌                                        | 曲目 1. 好好好 2. 大写的圆 3. 春天的冲劲 (Veron 合唱) |
| 2022                   | 《Lebaran Aidilfitri》个人数位单曲 - 演唱者：庄群施 - 發行日期：2022年 - 發行公司：Qhinetic Ventures，Venus Group International 维纳斯集团 - 語言：马来西亚语 - 含有：网络發表 / 数位单曲                                                                                       | 曲目 1. Lebaran Aidilfitri (原曲：牛起来) |
| 2023                   | 《兔年回家快乐》个人贺岁专辑 - 演唱者：庄群施 - 發行日期：2022年 - 發行公司：Qhinetic Ventures - 語言：中文 - 备注：庄群施生平中最后一张个人专辑 - 含有：USB (这张专辑被庄群施提及不会在市场上上架也不会推出DVD+CD配套)，陶瓷杯，红包封                                         | 曲目 1. 春天加油 2. 回家快乐 (Veron 合唱) 3. 兔年不兔不快 (燕子 合唱) |
| 2023                   | 《Indahnya Aidilfitri》个人数位单曲 - 演唱者：庄群施 - 發行日期：2023年 - 發行公司：Qhinetic Ventures - 語言：马来西亚语 - 备注：庄群施生平中最后一首以个人名义推出的单曲 - 含有：网络發表 / 数位单曲                                                                           | 曲目 1. Indahnya Aidilfitri (原曲：春天加油) |
| 2024                   | 《好运气》个人贺岁数位单曲 - 演唱者：庄群施 - 发行日期：2024年 - 发行公司：Qhinetic Ventures - 語言：國語 - 含有：网络發表 / 数位单曲 - 备注：庄群施生平中最后一张个人贺岁数位单曲                                                                                              | 曲目 1. 好运气 |
| 2024                   | 《Keluarga Aidilfitri》个人数位单曲 - 演唱者：庄群施 - 發行日期：2024年 - 發行公司：Qhinetic Ventures - 語言：马来西亚语 - 备注：庄群施生平中最后一首以个人名义推出的单曲 - 含有：网络發表 / 数位单曲                                                                           | 曲目 1. Keluarga Aidilfitri (原曲：好好好) |
| 2024                   | 《Syawal Aidilfitri》个人数位单曲 - 演唱者：庄群施 - 發行日期：2024年 - 發行公司：Qhinetic Ventures - 語言：马来西亚语 - 备注：庄群施生平中最后一首以个人名义推出的单曲 - 含有：网络發表 / 数位单曲                                                                             | 曲目 1. Syawal Aidilfitri (原曲：鼠报平安) |
| Angeline 阿妮          | | |
| 2012                   | 《I AM SOLO》个人EP专辑 - 演唱者：阿妮 - 發行日期：2012年 - 發行公司：NE Music Production，东马唱片（正式版），星乐娱乐集团（庆功版） - 語言：中文 - 含有: 正式版 CD／慶功版 DVD + CD                                                                                           | 正式版 CD 曲目 1. 答案 2. 嘆香 |
| 2012                   | 《I AM SOLO》个人EP专辑 - 演唱者：阿妮 - 發行日期：2012年 - 發行公司：NE Music Production，东马唱片（正式版），星乐娱乐集团（庆功版） - 語言：中文 - 含有: 正式版 CD／慶功版 DVD + CD                                                                                           | 庆功版 CD 曲目 1. I AM SOLO 2. 答案 3. 嘆香 |
| 2012                   | 《I AM SOLO》个人EP专辑 - 演唱者：阿妮 - 發行日期：2012年 - 發行公司：NE Music Production，东马唱片（正式版），星乐娱乐集团（庆功版） - 語言：中文 - 含有: 正式版 CD／慶功版 DVD + CD                                                                                           | 庆功版 DVD 曲目 1. 答案 2. 嘆香 3. 答案（KTV版本） 4. 嘆香（KTV版本） |
| 2018                   | 《喜临大地幸福来》个人贺岁专辑 - 演唱者：阿妮 - 發行日期：2018年 - 發行公司：NE Music Production，PMP 环宇娱乐 - 語言：中文，闽南语 - 含有：DVD，CD，红包封 | 曲目 1. 恭喜发财 2. 喜临大地幸福来 3. 马到功成 (福建版) (张引山，余艳珊 合唱) 4. 打锣打鼓迎新年 (阿妮音樂課室学生 合唱) 5. 祝你新年快乐 6. 大地回春 (阿妮音樂課室学生 合唱) |
| 2019                   | 《恭喜发财利是来》个人贺岁专辑 - 演唱者：阿妮 - 發行日期：2019年 - 發行公司：NE Music Production，PMP 环宇娱乐 - 語言：中文，粤语 - 含有：DVD，CD，红包封，阿妮肖像日历，T-Shirt                                                                                                | 曲目 1. 恭喜发财利是来 (广东) (王雪晶，Koujee 口吉 合唱) 2. 欢迎新年到 (阿妮音樂課室学生 合唱 (模拟90年代童星组合七仙女)) 3. 财神爷你真好 4. 年味 + 万事如意 (钟盛忠 合唱) 5. 年三十晚合家欢 + 嘻嘻哈哈过新年 (阿妮音樂課室学生 合唱) 6. 花开富贵满华堂 7. 春风吹到你的家 (Miko，阿妮音樂課室学生 合唱) |
| 2020                   | 《浓浓新年庆团圆》个人贺岁专辑 - 演唱者：阿妮 - 發行日期：2020年 - 發行公司：NE Music Production，PMP 环宇娱乐 - 語言：中文 - 含有：DVD，CD，USB，红包封，阿妮肖像日历，T-Shirt                                                                                                 | 曲目 1. 浓浓新年 2. 千禧庆丰年组曲 3. 有情新年 + 财神老爷下凡了 (Miko 合唱) 4. 富贵年 (钟晓玉 合唱) + 鼓乐迎春 (钟盛忠，钟晓玉 合唱) + 新春好日子 (钟盛忠 合唱) 5. 欢乐歌声满人间 + 财神到我家 + 新春花开齐欢畅 (Miko，阿妮音樂課室学生 合唱) |
| 2021                   | 《春天*打满好运气》个人贺岁专辑 - 演唱者：阿妮 - 發行日期：2021年 - 發行公司：NE Music Production，PMP 环宇娱乐 - 語言：中文 - 含有：DVD，CD，USB，红包封，阿妮肖像日历，海报，T-Shirt                                                                                          | 曲目 1. 春天有个梦想 2. Happy CNY + 欢喜迎新年 3. 金狮拜年 (Miko，阿妮音樂課室学生 合唱) 4. 打满好运气 (巧千金 (Miko，Joanne，Viki) 合唱) 5. 大年初一头一天 (Koujee 口吉 合唱) 6. 新年快乐 2021 (巧千金 (Miko，Joanne)，阿妮音樂課室学生 合唱) |
| 2022                   | 《团团和圆圆》个人贺岁专辑 - 演唱者：阿妮 - 發行日期：2022年 - 發行公司：NE Music Production，PMP 环宇娱乐，Venus Group International 维纳斯集团 - 語言：中文 - 含有：DVD+CD，USB，红包封，阿妮肖像日历，贺年卡，海报                                                           | 曲目 1. 团团和圆圆 (Nick Kung 龚建华，Ash 盧信宥 合唱) 2. 赚钱的年 (巧千金 (Miko，Viki) 合唱) 3. 新年样样好（原曲：幸福满满） 4. 正月里来是新春 (黄铭德 合唱) 5. 新年无限好 (巧千金 (Miko，Viki) 合唱) 6. 鸿运当头 (黄铭德 合唱) |
| 2023                   | 《发发发发发》个人贺岁专辑 - 演唱者：阿妮 - 發行日期：2023年 - 發行公司：NE Music Production，PMP 环宇娱乐 - 語言：中文 - 含有：DVD+CD，USB，红包封，阿妮肖像日历，海报，T-Shirt，口罩盒                                                                                        | 曲目 1. 发发发发发 2. 财神来了 + 霸气如虹财运到 (Miko 合唱) 3. 喜年一开财富来 + 舞狮舞龙庆新年 (阿妮音乐课室学生 合唱) 4. 新年万万岁 (Nick Kung 龚建华，Ash 卢信宥，Dennis Lim Ming 林铭，Aluk 榴莲 zaii 合唱) 5. 龙飞凤舞迎新春 (黄铭德 合唱) 6. 新年快乐 2023 (Miko，阿妮音乐课室学生 合唱) |
| 2023                   | 《今夜星光》个人单曲专辑 - 演唱者：阿妮 - 發行日期：2023年 - 發行公司：NE Music Production - 語言：中文 - 备注：30周年纪念个人单曲专辑 - 含有：DVD+USB，明信片（30周年VIP会员卡），Youngeneration 摄影工作室RM 50礼品优惠券                                                     | 曲目 1. 今夜星光 2. 今夜星光（卡拉版） |
| 2024                   | 《桃花开开开》个人贺岁专辑 - 演唱者：阿妮 - 發行日期：2024年 - 發行公司：NE Music Production，PMP 环宇娱乐 - 語言：中文 - 含有：DVD+CD，USB，红包封，阿妮肖像日历，海报，T-Shirt，纹身贴纸                                                                                      | 曲目 1. 桃花开开开 (Happy Polla 合唱) 2. 大团圆 (阿妮音樂課室学生 合唱) 3. 开心年 + 新的一年 (巧千金 (Miko，Viki)，Nick Kung 龚建华，Ash 卢信宥 合唱) 4. 新春大吉 (黄铭德，尾尾 合唱) 5. 如愿 (Miko，阿妮音乐课室学生 合唱) |
| 2025                   | 《蛇兄弟》个人贺岁专辑 - 演唱者：阿妮 - 發行日期：2025年 - 發行公司：NE Music Production，PMP 环宇娱乐 - 語言：中文，闽南语 - 含有：DVD+CD，USB，红包封，阿妮肖像日历，海报，T-Shirt，纹身贴纸                                                                                  | 曲目 1. 蛇兄弟 (Buddies 合唱) 2. 弄狮 + 新年打锣鼓 (福建) 3. 不要你的红包 + 发财发福中国年 (巧千金 (Miko，Viki)，Janice，小哈尼，晓倩 合唱) 4. 幸福年 + 喜相逢 (阿妮音樂課室学生 合唱) 5. 惜福 (巧千金 (Miko，Viki)，MegaLive 童星麦霸 合唱) 6. Lucky 好运 Follow 你 (Intact Water 贺岁歌曲) |
| Crystal 王雪晶         | | |
| 2014                   | 《王雪晶同学会》个人EP专辑 - 演唱者：王雪晶 - 發行日期：2014年 - 語言：中文 - 含有：CD (Unsold) | 曲目 1. Truely Deeply I Believe |
| 2017                   | 《Renée》个人EP专辑 - 演唱者：王雪晶 - 發行日期：2017年 - 發行公司：Shining Entertainment & Production，PMP 环宇娱乐 - 語言：中文 - 含有：DVD+CD，海报 | 曲目 1. 四方形 2. 罐头 3. Truely Deeply I Believe |
| 2020                   | 《金鼓凤鸣迎新岁》个人贺岁专辑 - 演唱者：王雪晶 - 發行日期：2020年 - 發行公司：Shining Entertainment & Production，PMP 环宇娱乐 - 語言：中文 - 含有：DVD+CD，精美五款红包，精美海报，环保吸管                                                                                   | 曲目 1. 金鼓凤鸣迎新岁 2. 春天的心跳 3. 春之晨 4. 数福气 5. 春天的你 6. 数红包 + 新年乐 |
| 2021                   | 《美不胜收》个人贺岁专辑 - 演唱者：王雪晶 - 發行日期：2021年 - 發行公司：B&B Worldwide，Shining Entertainment & Production，PMP 环宇娱乐 - 語言：中文 - 含有：USB (但这张专辑被王雪晶提及不会在市场上上架也不会推出DVD+CD配套)                                                  | 曲目 1. 美不胜收 2. 新年好 3. 贺新年 4. 恭喜恭喜 5. 春风吻上我的脸 6. 回家吧 7. 春天里的你 |
| 2021                   | 《探索爱 Chapter 1: 亲爱的, 怎么了》个人数位单曲 - 演唱者：王雪晶 - 發行日期：2021年 - 發行公司：Shining Entertainment & Production - 語言：中文 - 含有：网络發表 / 数位单曲 | 曲目 1. 亲爱的, 怎么了 |
| 2022                   | 《五谷丰登》个人贺岁专辑 - 演唱者：王雪晶 - 發行日期：2022年 - 發行公司：Shining Entertainment & Production，PMP 环宇娱乐，MK 集团 - 語言：中文 - 含有：DVD，USB，精美六款红包，精美海报                                                                                        | 曲目 1. 五谷丰登 2. 好收成 (阿妮，钟盛忠 合唱) 3. 迎春花 4. 春天来了 (R1N3 合唱) 5. 好一个大新年 |
| 2023                   | 《祝福你》个人贺岁数位单曲 - 演唱者：王雪晶 - 發行日期：2023年 - 發行公司：Shining Entertainment & Production，Asean Disiqi，王阿姨 Aunty Ong - 語言：粤语 - 含有：网络發表 / 数位单曲，明信片                                                                                  | 曲目 1. 祝福你（粤语） |
| 2024                   | 《从东京走到纽约》个人数位单曲 - 演唱者：王雪晶，林新添 - 發行日期：2024年 - 發行公司：Shining Entertainment & Production - 語言：中文 - 含有：网络發表 / 数位单曲 | 曲目 1. 从东京走到纽约 (林新添 合唱) |
| 2024                   | 《有你一起 I Got You》个人数位单曲 - 演唱者：王雪晶 - 發行日期：2024年 - 發行公司：Shining Entertainment & Production - 語言：中文 - 备注：30周年纪念个人数位单曲 - 含有：网络發表 / 数位单曲                                                                                   | 曲目 1. 有你一起 I Got You |
| 2025                   | 《疯狂新年》个人贺岁专辑 - 演唱者：王雪晶 - 發行日期：2025年 - 發行公司：Shining Entertainment & Production，PMP 环宇娱乐，Black Peacock Home Living - 語言：中文 - 含有：USB (但这张专辑被王雪晶提及不会在市场上上架也不会推出DVD+CD配套)，A2 疯狂新年大海报，30周年 Photobook | 曲目 1. 疯狂新年 2. 嘻嘻哈哈过年啦 (Joanne，小胖林利 合唱) 3. 春神 4. 喜庆新年乐 5. 龙头大队贺新年 |

### 其成員有參與作品
| 發行日期       | 专辑資料 | 曲目 |
| 八大巨星       | 八大巨星 | 八大巨星 |
| -------------- | --- | --- |
| 2007           | 《好日子》 - 演唱者：八大巨星 (卓依婷，罗宾，邓智彰，张婉婷，沈煒竣，莫晶晶) & M-Girls 成员：王雪晶，莊群施，妮妮 - 發行日期：2007年 - 發行公司：威扬集团 - 語言：中文 - 備註：赴中國浙江省拍攝之品，(*)为M-Girls参与演唱的歌曲 - 含有：CD，VCD，DVD | 曲目 1. 好日子 (*) 2. 庆团圆 (*) 3. 迎春花儿开 + 财神到 (*) + 祝福你 4. 千红万红满堂红 (*) 5. 快乐新年 6. 开门红 (*) 7. 恭喜你祝福你 8. 高歌一首迎新年 (*) 9. 茉莉花 10. 福到财到富贵到 11. 新年好 12. 陋巷之春 + 凤凰于飞 + 天上人间 (*) |
| 2020           | 《八面威风》 - 演唱者：八大巨星 (鐘盛忠，锺晓玉，雁卿，姚乙，张引山，郭燕燕，郭美君) & M-Girls 成员：阿妮 - 發行日期：2020年 - 發行公司：Milk 6 Production，PMP 环宇娱乐，Venus Group International 维纳斯集团 - 語言：中文 - 備註：赴馬來西亞各地拍攝之品 - 含有：CD，DVD，桌历，书签，扑克牌，T-Shirt，红包封 (赠品全主题焦点为锺盛忠和锺晓玉同名贺岁专辑封面《天子盛世》) | 曲目 1. 八面威风 (合唱) 2. 龙飞凤舞迎新春 (锺盛忠，锺晓玉，姚乙，郭美君 主唱) 3. 祥祥都吉祥 (锺盛忠，锺晓玉，阿妮 主唱) 4. 小拜年 (锺盛忠，锺晓玉，郭燕燕 主唱) 5. 百万富翁你来当 (锺盛忠，锺晓玉 主唱) 6. 弄狮 (锺盛忠，锺晓玉，张引山 主唱) 7. 来来来干一杯 (锺盛忠，锺晓玉，雁卿 主唱) 8. 今年要比去年好 (锺盛忠，锺晓玉，郭美君 主唱) |
| 三大皇牌       | | |
| 2011           | 《舞动春天》 - 演唱者：三大皇牌 (锺盛忠 & M-Girls 成员：王雪晶，妮妮) - 發行日期：2011年 - 發行公司：星乐娱乐集团 - 語言：中文 - 備註：赴馬來西亞各地拍攝之品 - 含有：CD，VCD，DVD | 曲目 1. 舞动春天 2. 今年大发财 3. 同欢共乐贺新年 4. 鞠躬行礼拜新年 (妮妮 主唱) 5. 好运跟着来 + 发财发财 + 红彤彤的新年 6. 今年要比去年好 7. 新年到 (锺盛忠 主唱) 8. 天下共欢喜迎春 + 猜拳歌 9. 天地吉祥 10. 大花轿 11. 春天是我们的 (王雪晶 主唱) 12. 开心幸福年 |
| 2012           | 《四海欢腾》 - 演唱者：三大皇牌 (锺盛忠 & M-Girls 成员：王雪晶，妮妮) - 發行日期：2012年 - 發行公司：星乐娱乐集团 - 語言：中文 - 備註：赴中國江苏省拍攝之品 - 含有：CD，VCD，DVD，筷子配套限量版 VCD | 曲目 1. 四海欢腾 2. 红暖暖 3. 新年乐逍遥 4. 嘻嘻哈哈过新年 + 迎春接福 + 新春好预兆 + 新年乐 5. 年年快乐似神仙 6. 小拜年 7. 万家庆丰年 8. 鸿运当头 9. 春联红 10. 开心又一年 11. 十大财神齐上门 12. 新年快乐 |
| Astro          | | |
| 2011           | 《天天好天好福气》 - 演唱者：My Astro & M-Girls 成员：王雪晶 - 發行日期：2011年 - 發行公司：星乐娱乐集团 - 語言：中文 - 備註：赴馬來西亞各地拍攝 - 含有：CD，VCD，DVD，CD + DVD 配套，DVD + CD + 精美歌词本配套 | 曲目 1. 福气 (MY ASTRO 大合唱) 2. 万鼓迎春到 (MY FM DJ 大合唱) 3. 爆竹一声大地春 + 欢迎新年到 (ASTRO 小太陽主持人) 4. 又是一个好新年 (ASTRO 歡喜台主持人：孫藝綾，劉婉瑩，林愛玲，菲比，餘艷珊，劉曉萍，黃韻函，黃一飛，林震前) 5. 天天好天 (MY ASTRO 大合唱) 6. 恭喜发财 (MY FM DJ 主持人) 7. 新年童趣 (ASTRO 新秀大賽2010六強) 8. 欢乐年年 + 恭喜你 (MY FM DJ 主持人) 9. 大拜年 + 拜天公 + 庆元宵 (ASTRO 经典歌唱大赛2010五强) 10. 大家恭喜 (ASTRO 冠軍歌后) |
| 2022           | 《Astro Ü虎加把劲 家家万事兴》 - 演唱者：My Astro & M-Girls 成员：王雪晶，庄群施 - 發行日期：2022年 - 發行公司：Multimedia 多媒体娱乐，Astro 集团，The Film Engine 映暒 - 語言：中文 - 備註：赴馬來西亞各地拍攝 - 含有：DVD+CD，USB | 曲目 1. Ü虎加把劲 2. 虎虎 Gongxi Bersama 3. 虎你過好年 4. 百分百动起来 5. 佳年 6. 春回大地贺新年 |
| 2023           | 《Astro 一跃前进旺兔 GOLD！》 - 演唱者：My Astro & M-Girls 成员：王雪晶，庄群施 - 發行日期：2023年 - 發行公司：Multimedia 多媒体娱乐，Astro 集团，The Film Engine 映暒 - 語言：中文 - 備註：赴馬來西亞各地拍攝 - 含有：DVD+CD，USB | 曲目 1. 旺兔 GOLD 2. 劈里啪啦過好年 3. 如約回家 4. 致新年 5. 一起來過新年 6. Heng Heng Huat Huat 7. 新年 Too Happy 8. 聖誕老人沒上班 (Bonus Track) |
| 2024           | 《Astro 开心龙龙 Way》 - 演唱者：My Astro & M-Girls 成员：王雪晶，庄群施（已故） - 發行日期：2024年 - 發行公司：Multimedia 多媒体娱乐，Astro 集团 - 語言：中文 - 備註：赴馬來西亞各地拍攝，庄群施生平中最后的遗作 - 含有：DVD+CD，USB | 曲目 1. Happy 龙龙 Way 2. 有福 3. 一条龙 4. 过大大的年 |
| 2025           | 《Astro 喜乐乐 SHARE 丰年》 - 演唱者：My Astro & M-Girls 成員：王雪晶 - 發行日期：2025年 - 發行公司：Multimedia 多媒体娱乐，Astro 集团 - 語言：中文 - 備註：赴馬來西亞各地拍攝 - 含有：DVD+CD，USB | 曲目 1. SHARE 丰年 2. 魔法新年 3. 一起发达发达啦 4. 乎你賺够够 |
| 群薇組合       | | |
| 2012           | 《年味》 - 演唱者：群薇組合 (薇薇) & M-Girls 成员：莊群施 - 發行日期：2012年 - 發行公司：Soundlife 丽声唱片 - 語言：中文 - 備註：赴馬來西亞玻璃市各地拍攝之品 - 含有：DVD + CD，VCD + CD | 曲目 1. 年味 2. 大地回春 3. 恭喜发大财 4. 春节喜洋洋 5. 新年快乐 6. 卖年糕 (莊群施 主唱) 7. 新恭喜发财 8. 向朋友拜年 (薇薇 主唱) 9. 欢接欢乐年 10. 团圆庆新年 11. 齐声说恭喜 12. 正月初一是新年 |
| 锺盛忠，锺晓玉 | | |
| 2016           | 《新年团圆》 - 演唱者：锺盛忠，锺晓玉，郭美君，雁卿，最烂学生?3 演员 & M-Girls 成员：王雪晶，阿妮 - 發行日期：2016年 - 發行公司：Milk 6 Production，PMP 环宇娱乐 - 語言：中文 - 備註：赴馬來西亞各地拍攝之品 - 含有：DVD，CD，桌历，书签，T-Shirt，红包封 | 曲目 1. 新年团圆 2. 金狮拜年 (阿妮，王雪晶 合唱) 3. 恭喜大家新年好 4. 马到功成 (雁卿，郭美君 合唱) 5. 新年花鼓歌 (阿妮 合唱) 6. 好今年更好 7. 喜气洋洋 (欢乐年年 ＋ 新春颂献 (粤语) (最烂学生?3 演员 合唱) 8. 招财进宝 |
| 2018           | 《新年无限好》 - 演唱者：锺盛忠，锺晓玉，郭美君，爱在校园 演员 & M-Girls 成员：阿妮 - 發行日期：2018年 - 發行公司：Milk 6 Production，PMP 环宇娱乐 - 語言：中文 - 備註：赴馬來西亞各地拍攝之品 - 含有：DVD，CD，桌历，书签，T-Shirt，红包封 | 曲目 1. 新年无限好 2. 唱首新年歌 (阿妮，郭美君 合唱)（原曲：大家唱首新年歌，作词：佚名） 3. 一起去拜年 (爱在校园 演员 合唱)（原曲：拜年，作词：江铃） 4. 大吉大利欢乐年（原曲：大吉大利中国年，作词：天理 QQ爱王麟） 5. 贺新年 (爱在校园 演员: 蔡常勇，蔡常乐，温舒森 合唱) 6. 龙马精神 7. 新年来团聚 (爱在校园 演员 合唱) 8. 新一年新感觉 (阿妮 合唱) |
| 2019           | 《新年快乐, 我的爱! 》 - 演唱者：锺盛忠，锺晓玉，郭美君 & M-Girls 成员：阿妮 - 發行日期：2019年 - 發行公司：Milk 6 Production，PMP 环宇娱乐 - 語言：中文 - 備註：赴馬來西亞各地拍攝之品 - 含有：DVD，CD，桌历，书签，T-Shirt，红包封 | 曲目 1. 新年快乐, 我的爱! 2. 财源滚滚 (阿妮，郭美君 合唱) 3. Bong Bong Bang Bang（原曲：越南流行歌 Bong Bong Bang Bang，作词：吕俊梁） 4. 春风吹到你的家 (Bryson Lew，阿源，Findy，娃娃，Benny，阿天 合唱) 5. 财神到 6. 新鲜 7. 财神到我家 (阿妮 合唱) 8. 恭喜发财 |
| 2020           | 《天子盛世》（原装版） - 演唱者：锺盛忠，锺晓玉，最猛老师 演员，巧千金 成员：Miko，Joanne & M-Girls 成员：王雪晶 - 發行日期：2020年 - 發行公司：Milk 6 Production，PMP 环宇娱乐，Venus Group International 维纳斯集团 - 語言：中文 - 備註：赴馬來西亞各地拍攝之品 - 含有：DVD，CD，桌历，书签，扑克牌，T-Shirt，红包封                                                       | 曲目 1. 天子盛世 2. 团团圆圆 (王雪晶 合唱)（此歌曲涉嫌抄袭被删除） 3. 新年Yeah 4. 新年帅帅 (最猛老师 演员 合唱) 5. 飞跃新年 6. 恭喜大家发大财 (Angel 娃娃 合唱) 7. 大家恭喜 (巧千金 (Miko，Joanne) 合唱) 8. 富贵花开迎新年 |
| 2022           | 《Ong Ong》 - 演唱者：锺盛忠，锺晓玉，郭美君，巧千金 成员：Miko，Joanne & M-Girls 成员：王雪晶 - 發行日期：2022年 - 發行公司：Milk 6 Production，PMP 环宇娱乐，Venus Group International 维纳斯集团 - 語言：中文 - 備註：赴馬來西亞各地拍攝之品 - 含有：DVD，CD，USB，桌历，书签，布口罩，T-Shirt，冰箱贴                                                                    | 曲目 1. Hey 财神 2. Ong Ong (Coco 可可，Tomato Odd 合唱) 3. Happy New Year 哇哈哈 (Benny 锺旭辉，吴永明，Jasmine 香米，Findy Yong 合唱) 4. 好运来 (巧千金 (Miko，Joanne) 合唱) 5. 快乐十五天 (王雪晶 合唱) 6. 迎春花 + 万年红 7. 喜庆新年乐 (郭美君 合唱) 8. 庙会 (锺盛忠 主唱) |
| TR CHEN 陈浩廷 | | |
| 2019           | 《回家过年》 - 演唱者：TR CHEN 陈浩廷，Melody 陈永馨 & M-Girls 成员：莊群施 - 發行日期：2019年 - 發行公司：B&B Worldwide Entertainment 文明国际娱乐有限公司 - 語言：中文 - 備註：赴馬來西亞各地拍攝之品 - 含有：数位单曲 | 曲目 1. 回家过年 (莊群施，陈永馨 合唱) |
| 2021           | 《回家吧!》 - 演唱者：TR CHEN 陈浩廷，黄美诗，张磊 & M-Girls 成员：王雪晶 - 發行日期：2021年 - 發行公司：B&B Worldwide Entertainment 文明国际娱乐有限公司 - 語言：中文 - 備註：赴馬來西亞各地拍攝之品 - 含有：精美笔记本，精美口罩，精美紅包封，精美环保袋，亲笔签名海报，TOMEI 限量版《牛年旺返》精美吊坠 x 1 个再附送: 限量版珍藏EP & 精美月曆，以上配套未包含邮寄费       | 曲目 1. 回家吧! （王雪晶，黄美诗 合唱) 2. 春天里的你 (张磊 合唱) |
| 黄铭德         | | |
| 2021           | 《爱情的承诺》 - 演唱者：黄铭德，尾尾 (丘世伟) & M-Girls 成员：阿妮 - 發行日期：2021年 - 發行公司：Utouche 优达士，PMP 环宇娱乐 - 語言：中文 - 備註：赴馬來西亞各地拍攝之品 - 含有：DVD+CD，USB（凡购买DVD+CD套组四张，包装的模式是四种不同的封面设计装在一个精装盒子，而USB则有双封面）                                                                                     | 曲目 1. 爱情的承诺 2. 亲爱的芭比多 + 四个愿望 3. 玉兰溪之恋 4. 舞女泪 5. 我不管 6. 恨海 7. 落叶 8. 情人恰恰 9. 你最可爱（阿妮 合唱） 10. 那天晚上遇见你 11. 让我慢慢告诉你 + 可爱负心人（尾尾 合唱） 12. 蓝色的跑车 |
| 2022           | 《春节新年好》 - 演唱者：黄铭德，尾尾 (丘世伟) & M-Girls 成员：阿妮 - 發行日期：2022年 - 發行公司：Utouche 优达士，PMP 环宇娱乐 - 語言：中文 - 備註：赴馬來西亞各地拍攝之品 - 含有：DVD+CD，USB，桌历，红包封，明信片（在铭德官方主页购买配套将会附送，并且包括阿妮贺岁专辑《团团和圆圆》CD+DVD一起售卖）                                                                    | 曲目 1. 春节新年好 2. 龙马精神 (阿妮 合唱) 3. 贺新年 + 大地回春 (尾尾 合唱) 4. 弄狮 + 新年打锣鼓 (福建) 5. 拜年 + 春天是我们的 (阿妮 合唱) 6. 迎春花 + 万事如意 (尾尾 合唱) |
| 2022           | 《亲爱的她 - 甜蜜情歌对唱系列 1.0》 - 演唱者：黄铭德 & M-Girls 成员：阿妮 - 發行日期：2022年 - 發行公司：Utouche 优达士，PMP 环宇娱乐 - 語言：中文，閩南語 - 備註：赴馬來西亞各地拍攝之品 - 含有：DVD+CD，USB，20页限量版A4精美相册 | 曲目 1. 亲爱的她 2. 傻瓜与野丫头 3. 山顶的春天（华语 VS 福建） 4. 月下对口 5. 天鳄 (福建) 6. 新婚快乐 7. 两口子对唱 8. 云中月圆 (福建) 9. 打是疼你骂是爱 10. 何必去烧香 |
| 2023           | 《名扬四海旺盛年》 - 演唱者：黄铭德，尾尾 (丘世伟) & M-Girls 成员：阿妮 - 發行日期：2023年 - 發行公司：Utouche 优达士，PMP 环宇娱乐 - 語言：中文，闽南语 - 備註：赴馬來西亞各地拍攝之品 - 含有：DVD+CD，USB，桌历，扑克牌，红包封 | CD 版本 曲目 1. 名扬四海旺盛年 2. 金狮拜年 3. 弄龙弄狮过新年 (福建) (尾尾 合唱) 4. 富贵花开迎新年 5. 马到功成 (尾尾 合唱) 6. 年节时景 7. 大拜年 (尾尾 合唱) 8. 招财进宝财神到 (阿妮 合唱) 9. 春天来了 (尾尾 合唱) 10. 大发财 (福建) (阿妮 合唱) DVD，USB 版本 曲目 1. 名扬四海旺盛年 2. 金狮拜年 3. 弄龙弄狮过新年 (福建) (尾尾 合唱) 4. 富贵花开迎新年 5. 招财进宝财神到 (阿妮 合唱) 6. 年节时景 7. 大拜年 (尾尾 合唱) 8. 马到功成 (尾尾 合唱) 9. 春天来了 (尾尾 合唱) 10. 大发财 (福建) (阿妮 合唱) |
| Januariey 彦璇 | | |
| 2023           | 《爆竹一声大地春 / 嘻嘻哈哈过新年》 - 演唱者：Januariey 彦璇，Jaydenlz 彦诚 & M-Girls 成员：阿妮 - 發行日期：2023年 - 發行公司：NE Music Production - 語言：中文 - 含有：网络发表 / 数位单曲 | 曲目 1. 爆竹一声大地春 (Jaydenlz 彦诚 合唱) 2. 嘻嘻哈哈过新年 (阿妮 合唱) |
| 2024           | 《天下共欢喜迎春 / 财神到》 - 演唱者：Januariey 彦璇，Jaydenlz 彦诚 & M-Girls 成员：阿妮 - 發行日期：2024年 - 發行公司：NE Music Production - 語言：中文 - 含有：网络发表 / 数位单曲 | 曲目 1. 天下共欢喜迎春 (Jaydenlz 彦诚 合唱) 2. 财神到 (阿妮 合唱) |
| 2025           | 《兴兴兴 / 人逢喜事精神爽》 - 演唱者：Januariey 彦璇，Jaydenlz 彦诚 & M-Girls 成员：阿妮 - 發行日期：2025年 - 發行公司：NE Music Production - 語言：中文 - 含有：网络发表 / 数位单曲 | 曲目 1. 兴兴兴 (Jaydenlz 彦诚 合唱) 2. 人逢喜事精神爽 (阿妮 合唱) |
| 五福星         | | |
| 2023           | 《迎春争辉唱新年》 - 演唱者：五福星 (黄铭德，尾尾 (丘世伟)，庄学忠，谢采妘 & M-Girls 成员：阿妮) - 發行日期：2023年 - 發行公司：Nutri Trend - 語言：中文 - 備註：赴馬來西亞各地拍攝之品 - 含有：DVD＋CD | 曲目 1. 迎春争辉唱新年（合唱） 2. 八方吉祥样样红（合唱） 3. 今年大发财（阿妮，黄铭德，尾尾 主唱） 4. 猜酒拳（阿妮，黄铭德，尾尾 主唱） 5. 福星高照（阿妮，黄铭德，尾尾 主唱) |
| 三王           | | |
| 2024           | 《龙年显威风》 - 演唱者：三王 (黄铭德，尾尾 (丘世伟) & M-Girls 成员：阿妮) - 發行日期：2024年 - 發行公司：Nutri Trend，A Vintage Collezione，PMP 环宇娱乐 - 語言：中文 - 備註：赴中國桂林市拍攝之品 - 含有：DVD＋CD，USB (分为MP3和MP4，并附送五福星《迎春争辉唱新年》的五首曲目)，2024年年历海报                                                                            | CD 版本 曲目 1. 龙年显威风 2. 霸气如虹迎新年 3. 恭喜大家发大财 4. 万马奔腾迎新春 5. 气势如虹 DVD 版本 曲目 1. 龙年显威风 (MV版) 2. 霸气如虹迎新年 (MV版) 3. 恭喜大家发大财 (MV版) 4. 万马奔腾迎新春 (MV版) 5. 气势如虹 (MV版) 6. 龙年显威风 (KTV版) 7. 霸气如虹迎新年 (KTV版) 8. 恭喜大家发大财 (KTV版) 9. 万马奔腾迎新春 (KTV版) 10. 气势如虹 (KTV版) USB (MP3) 版本，收录《迎春争辉唱新年》贺岁专辑全曲目 曲目 1. 龙年显威风 2. 霸气如虹迎新年 3. 恭喜大家发大财 4. 万马奔腾迎新春 5. 气势如虹 6. 迎春争辉唱新年（阿妮，黄铭德，尾尾，庄学忠，谢采妘 主唱） 7. 八方吉祥样样红（阿妮，黄铭德，尾尾，庄学忠，谢采妘 主唱） 8. 今年大发财 9. 猜酒拳 10. 福星高照 USB (MP4) 版本，收录《迎春争辉唱新年》贺岁专辑三首曲目 曲目 1. 龙年显威风 2. 霸气如虹迎新年 3. 恭喜大家发大财 4. 万马奔腾迎新春 5. 气势如虹 6. 今年大发财 7. 猜酒拳 8. 福星高照 |
| 2025           | 《一家大小热闹闹》 - 演唱者：三王 (黄铭德，尾尾 (丘世伟) & M-Girls 成员：阿妮) - 發行日期：2025年 - 發行公司：Nutri Trend，YesMola 直播购物平台，PMP 环宇娱乐 - 語言：中文 - 備註：赴中國雲南省，赴馬來西亞各地拍攝之品 - 含有：DVD，CD，USB (分为MP3和MP4) | CD，USB (MP3) 版本 曲目 1. 一家大小 (Jaspers Lai 赖宇涵 合唱) 2. 恭喜大家都发财 3. 欢乐新春 + 岁岁安好 4. 红红热闹闹 5. 庙宇朝拜 6. 龙头大队贺新年 7. 声声祝福 DVD，USB (MP4) 版本 曲目 1. 一家大小 (Jaspers Lai 赖宇涵 合唱) (MV版) 2. 恭喜大家都发财 (MV版) 3. 欢乐新春 + 岁岁安好 (MV版) 4. 红红热闹闹 (MV版) 5. 庙宇朝拜 (MV版) 6. 龙头大队贺新年 (MV版) 7. 声声祝福 (MV版) 8. 一家大小 (Jaspers Lai 赖宇涵 合唱) (KTV版) 9. 恭喜大家都发财 (KTV版) 10. 欢乐新春 + 岁岁安好 (KTV版) 11. 红红热闹闹 (KTV版) 12. 庙宇朝拜 (KTV版) 13. 龙头大队贺新年 (KTV版) 14. 声声祝福 (KTV版) |
| 8TV 八度空间   | | |
| 2024           | 《一家齐团圆 - 明星真人秀 主题曲》 - 演唱者：Emily 陈子颖，Edmund 萧孝杰，Charlotte 萧心韵 & M-Girls 成员：庄群施 - 發行日期：2024年 - 發行公司：8TV 八度空间，OOTB Music，首要媒体 - 語言：中文 - 备注：庄群施生平中最后一首以个人名义推出的单曲 - 含有：网络发表 / 数位单曲                                                                                                | 曲目 1. 一家齐团圆 |
| High Five      | | |
| 2024           | 《HIGHFIVE CNY》 - 演唱者：Dexson 男种，Eden 小鲜肉，Marcus 小马，Ebris 小康，Robert 小黑，Yunice 小薇，Josephine 小柔 & M-Girls 成员：燕子 - 發行日期：2024年 - 發行公司：High Five - 語言：中文 - 含有：网络发表 / 数位单曲 | 曲目 1. HIGHFIVE CNY |
| Bingyen 郑斌彦 | | |
| 2024           | 《月亮圆来团圆》 - 演唱者：郑斌彦 & M-Girls 成员：王雪晶 - 發行日期：2024年 - 發行公司：Rock Records - 語言：中文 - 含有：网络发表 / 数位单曲 | 曲目 1. 月亮圆来团圆 (王雪晶 合唱) |
| 2025           | 《蛇年新年歌》 - 演唱者：郑斌彦 & M-Girls 成员：王雪晶 - 發行日期：2025年 - 發行公司：Rock Records - 語言：中文 - 含有：网络发表 / 数位单曲 | 曲目 1. 有舍必有得 (刘伊幸，王希豪，王江伟 合唱) 2. 新年幸福绕 (王雪晶 合唱) |
| 金爺爺 JinYeYe | | |
| 2025           | 《好运步步高》 - 演唱者：Nancy Sit 薛家燕，阿牛，Alann Tan 陈金财，Jaspers Lai 赖宇涵 & M-Girls 成员：阿妮 - 發行日期：2024年 - 發行公司：金爺爺 JinYeYe，金氏 JYNNS，老行家 LO HONG KA - 語言：中文 - 含有：网络发表 / 数位单曲 | 曲目 1. 好运步步高 |

### 兒歌/民謠專輯
Queenzy 庄群施
- 卖馄饨 (庄群施)
- 神奇电脑 (庄群施)
- 金童玉女 (庄群施，苏立达)
- 双星报喜 I、II (王雪晶，庄群施)
- 雅歌群星贺新年 (王雪晶，庄群施，雅歌群星) (1996 新年贺岁辑)
- 花花絮絮 (王雪晶，庄群施)
- 三星报喜 (庄群施，郭素云，许静宜)
- 新春嘉年华 (庄群施，陈家琳)
- 兔气扬眉庆丰年 (王雪晶，庄群施，金燕子，雅歌群星)
- 山歌黄梅调 (王雪晶，庄群施，金燕子)
- 三星拱照庆龙年 (王雪晶，庄群施，金燕子) (2000 新年贺岁辑)
- 民谣 Folk Songs 2 in 1 (王雪晶，庄群施，金燕子)

Crystal 王雪晶
- 茶叶青 (王雪晶)
- 鱼儿那里来 (王雪晶)
- 大家来环保 (王雪晶)
- 彩色精灵 I、II (王雪晶)
- 双星报喜 I、II (王雪晶，庄群施)
- 飞越西洋 (王雪晶、黄可秋)
- 雅歌群星贺新年 (王雪晶，庄群施，雅歌群星) (1996 新年贺岁辑)
- 花花絮絮 (王雪晶，庄群施)
- 双星再报喜 (王雪晶，金燕子)
- 双星报双喜 (王雪晶，金燕子)
- 天王童星携手拜年 (王雪晶，小妮妮，金燕子)
- 美少女战士 (王雪晶)
- 青苹果 I、II (王雪晶)
- 兔气扬眉庆丰年 (王雪晶，庄群施，金燕子，雅歌群星)
- 山歌黄梅调 (王雪晶，庄群施，金燕子)
- 三星拱照庆龙年 (王雪晶，庄群施，金燕子) (2000 新年贺岁辑)
- 粉红世界 (王雪晶)
- 福建经典名曲对对唱 (王雪晶，小妮妮)
- 民谣 Folk Songs 2 in 1 (王雪晶，庄群施，金燕子)

Angeline 小妮妮
- 古代经典名曲 (七仙女)
- 仙女下凡贺新岁 (七仙女)
- 龙虎榜 I、II (七仙女)
- 中国95新年山歌黄梅调 (七仙女)
- 校园民谣 I、II、III、IV (七仙女)
- 精碎名曲（七仙女）
- 24首串烧cha-cha迎新年(小妮妮，婷婷，快乐小天使)
- 怀念邓丽君串烧CHA-CHA 组曲 (小妮妮，婷婷)
- 福建古早歌 (小妮妮，婷婷)
- 福建烧滚滚 (小妮妮，婷婷)
- 欢天喜地 I、II、III (小妮妮)
- 福建新年歌 (小妮妮)
- 知心朋友 (小妮妮)
- 新年金曲贺新岁 (小妮妮)
- 梦幻舞台 (小妮妮)
- 天王童星携手拜年 (王雪晶，小妮妮，金燕子)
- 福建经典名曲对对唱 (王雪晶，小妮妮)
- 丽声双星报喜 (小妮妮，婷婷)
- 福建古早歌 (小妮妮)

Cass 金燕子
- 飞燕登陆 (金燕子)
- 双星再报喜 (王雪晶，金燕子)
- 双星报双喜 (王雪晶，金燕子)
- 天王童星携手拜年 (王雪晶，小妮妮，金燕子客串)
- 兔气扬眉庆丰年 (王雪晶，庄群施，金燕子，雅歌群星)
- 山歌黄梅调 (王雪晶，庄群施，金燕子)
- 三星拱照庆龙年 (王雪晶，庄群施，金燕子) (2000 新年贺岁辑)
- 民谣 Folk Songs 2 in 1 (王雪晶，庄群施，金燕子)

## 影視作品

### 電視劇
| 年份   | 首播頻道 | 剧名         | 角色                       | 合作演員                                               |
| ------ | -------- | ------------ | -------------------------- | ------------------------------------------------------ |
| 2010年 | ntv7     | 星光灿烂     | M-Girls                    | 陈靓瑄、龚慈恩、辛伟廉、庄惟翔、童冰玉                 |
| 2014年 | ntv7     | 重案追击     | Jenny（庄群施饰演）        | 吴俐璇、陈凯旋、秦雯彬、许亮宇、庄惟翔、李承运、林佩琦 |
| 2015年 | ntv7     | 法内情       | Angela洪嘉欣（庄群施饰演） | 林宇中、吴俐璇、蔡佩璇、张水发、李洺中                 |
| 2016年 | ntv7     | 爱丽丝历险记 | Mickey（庄群施饰演）       | 陈子颖、庄仲维、刘秀薇、李伟燊、蔡昕乐                 |
| 2017年 | 八度空间 | 逆光成长     | 萧老师（庄群施饰演）       | 陈子颖                                                 |

庄群施作品
- 明星真人秀 2024
- 法网天后 Legal Eagles 2016
- 当拳头遇上枕头 Punch and Jude 2016
- 爱丽丝历险记 Alice in The Wonderland 2016
- 重案狙击 2 On The Brink 2 2015
- 脉动人心 The Pulse of Life 2015
- 法内情 The Precedents 2014
- 心迷 Mind Game 2014
- 双子情人 My Twins Lovers 2013
- 岁月留声 Radio Rhapsody 2013
- 曙光 Break Free 2012
- 滋味人生 Taste of Life 2012
- 独立咖啡馆 Cafe Merdeka 2012
- 相亲相爱庆虎年 Celebrate Chinese New Year with Love 2010
- 恭喜发财婆婆 Gong Xi Fatt Cai Grandma 2006
- 别说爱情苦 Don’t Say Love is Bitter 2004
- 小岛物语 Island Life 2001
- 童话的天空 Fairy Tales of The Sky 2000
- 花花絮絮 Bonus Scene 1995

微电影
- 《最烂学生？2》阿包（王雪晶饰演）
- 《最烂学生？3》佳佳（庄群施饰演）
- 《小胖之天使猫》魔女刀（王雪晶饰演）

### 其他奖项
| 年份   | 名稱                   | 獎項           | 作品           | 結果 |
| ------ | ---------------------- | -------------- | -------------- | ---- |
| 2010年 | 马来西亚娱协奖颁奖典礼 | 最佳贺岁专辑獎 | 《桃花开了》   | 獲獎 |
| 2010年 | 马来西亚娱协奖颁奖典礼 | 最佳贺岁专辑獎 | 《金玉满堂》   | 提名 |
| 2015年 | 马来西亚娱协奖颁奖典礼 | 最佳贺岁专辑獎 | 《团聚》       | 獲獎 |
| 2016年 | AIM中文音乐颁奖典礼    | 最佳贺岁专辑獎 | 《新春佳期》   | 提名 |
| 2016年 | AIM中文音乐颁奖典礼    | 最佳贺岁专辑獎 | 《年来了》     | 提名 |
| 2016年 | AIM中文音乐颁奖典礼    | 特别鼓励獎     |                | 獲獎 |
| 2018年 | 马来西亚娱协奖颁奖典礼 | 最佳贺岁专辑獎 | 《过年要红红》 | 提名 |